# 1939 en basket-ball
Chronologie du basket-ball
1938 en basket-ball - 1939 en basket-ball - 1940 en basket-ball
Les faits marquants de l'année 1939 en basket-ball :

## Mai
- 21 au 28 mai, championnat d'Europe masculin : Lituanie.

## Récapitulatifs des principaux vainqueurs de compétitions 1938-1939

### Masculins
| Europe - France : US Métro. - Grèce : Panellinios Athènes. - Italie : Borletti Milan. - URSS : Lokomotiv Moscou. | Amériques | Afrique, Asie, Océanie |

### Féminines
| Europe - France : Cavigal Nice. - Italie : Ambrosiana Milano. | Amériques | Afrique, Asie, Océanie |

## Décès
- 28 novembre : James Naismith, créateur du basket-ball.